# Обермошель
Обермошель (нім. Obermoschel) — місто в Німеччині, розташоване в землі Рейнланд-Пфальц. Входить до складу району Доннерсберг. Складова частина об'єднання громад Альзенц-Обермошель.
Площа — 10,15 км2. Населення становить 1056 ос. (станом на 31 грудня 2020).

## Галерея

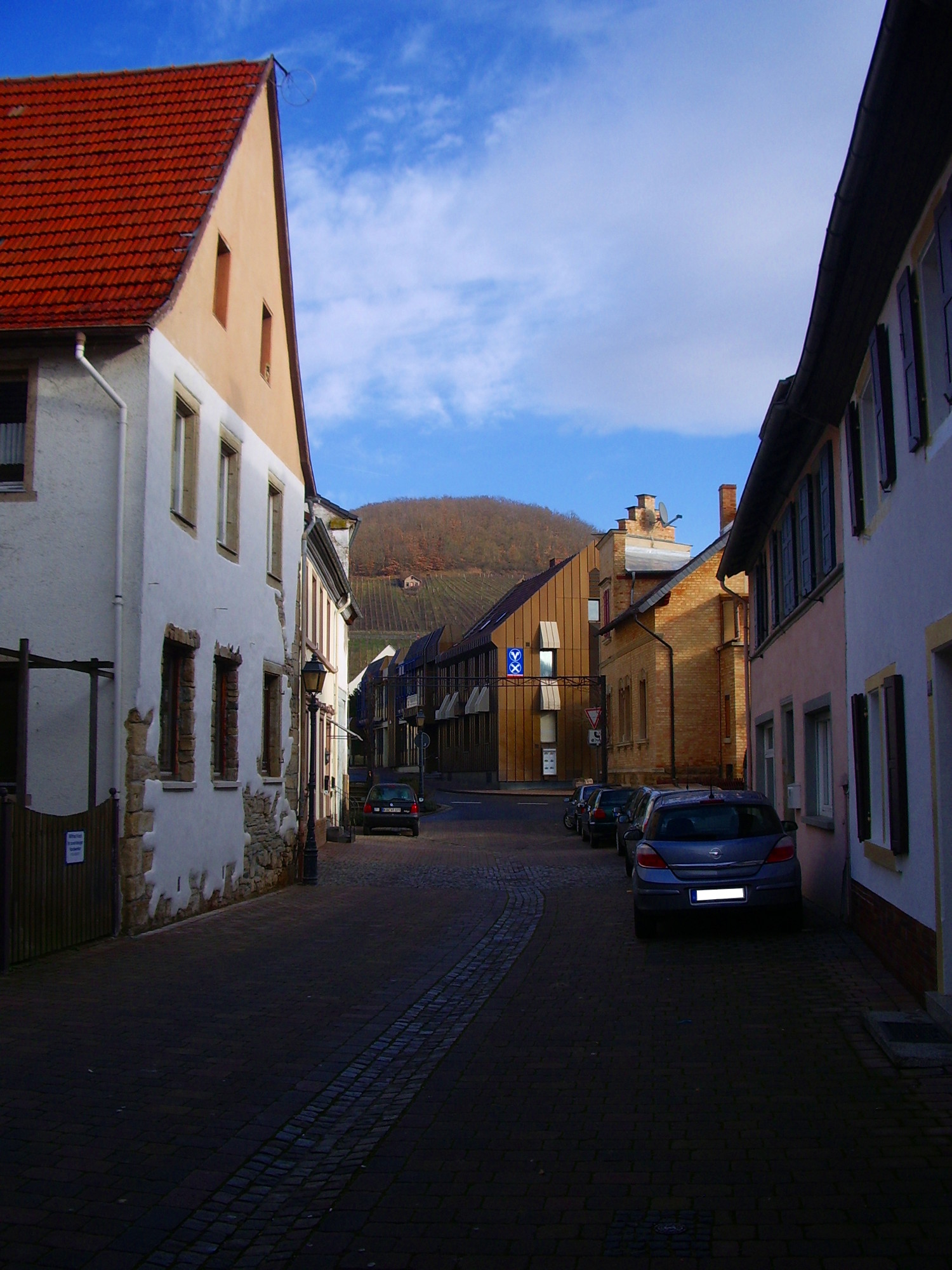
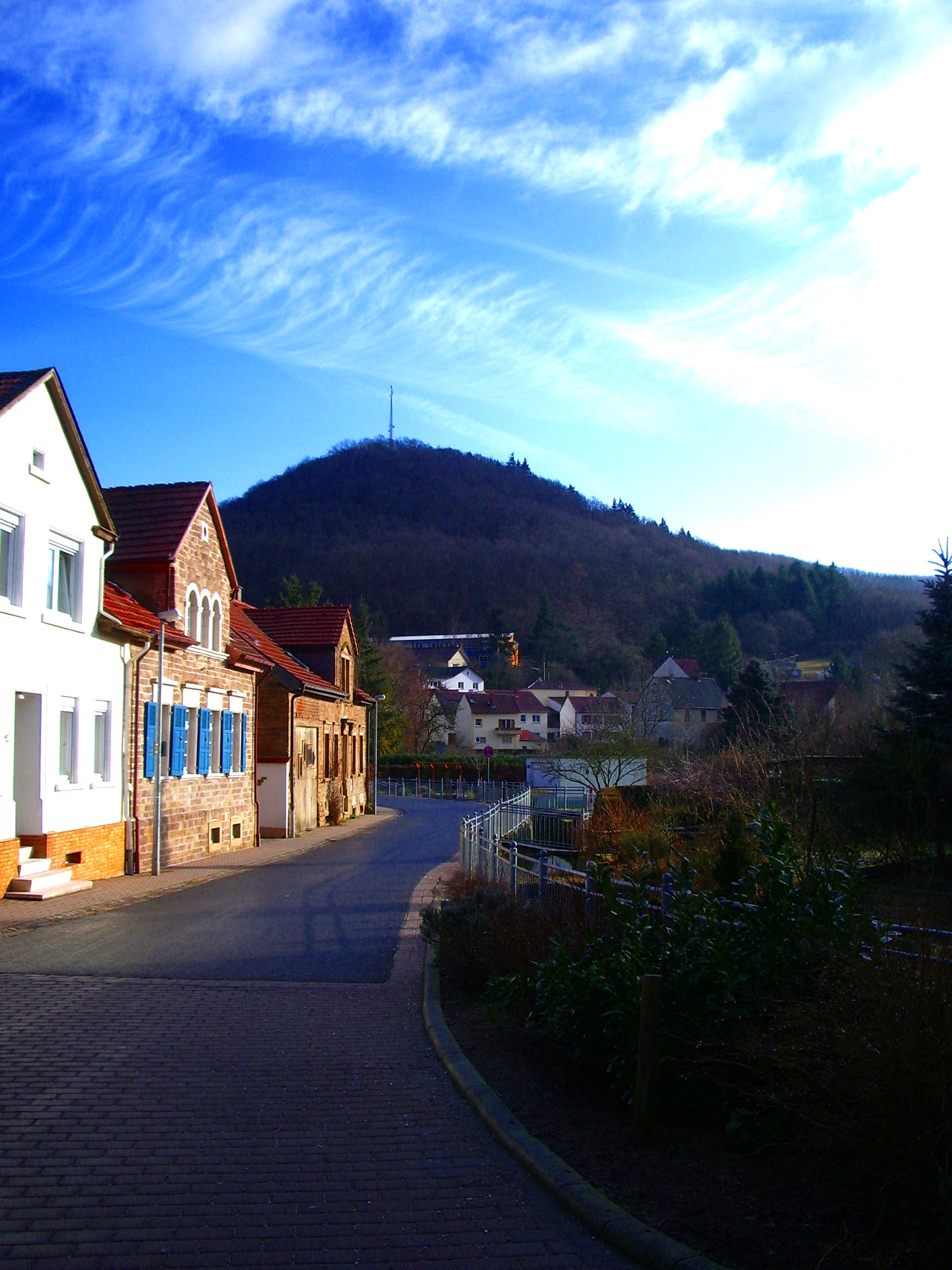
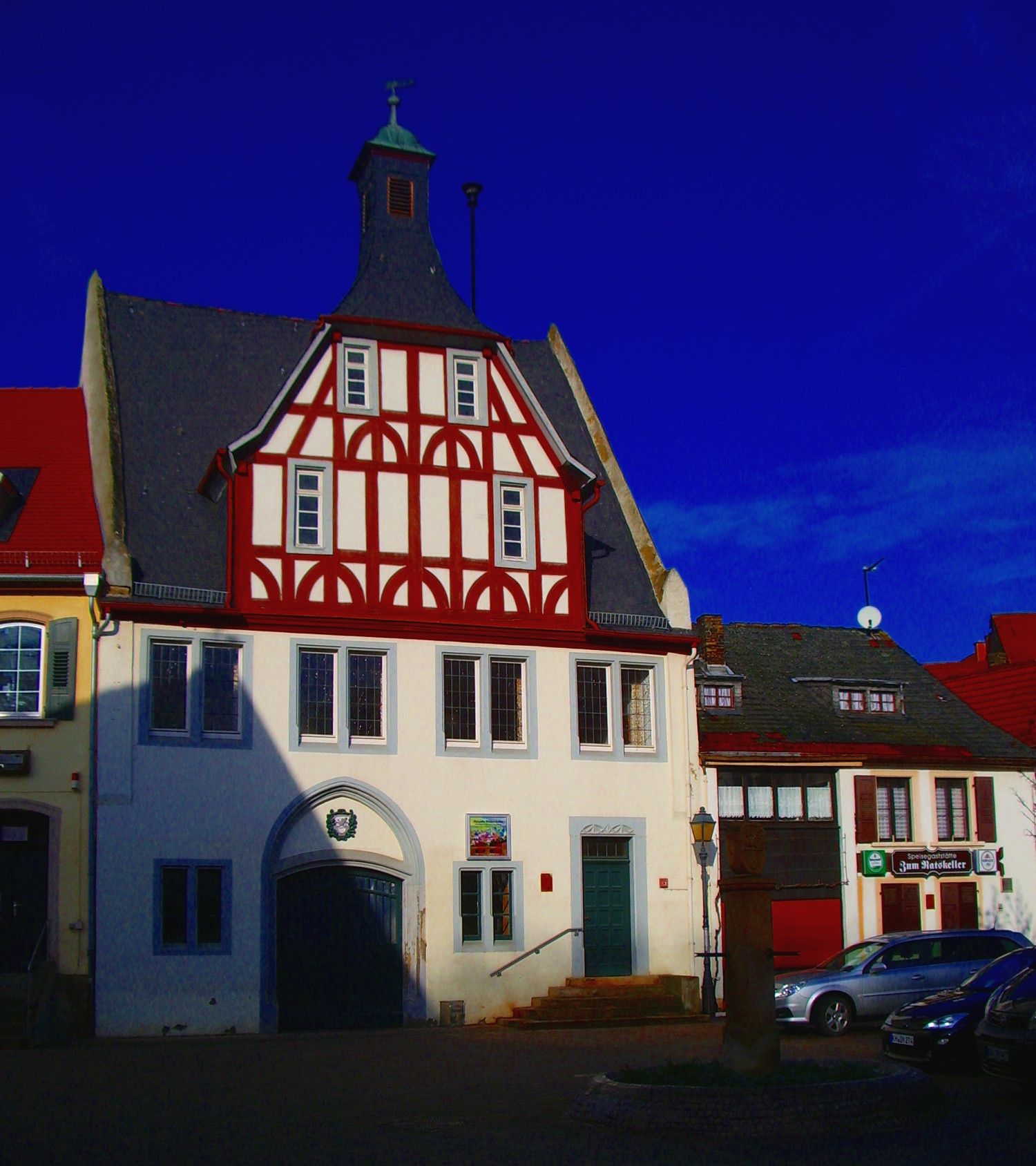
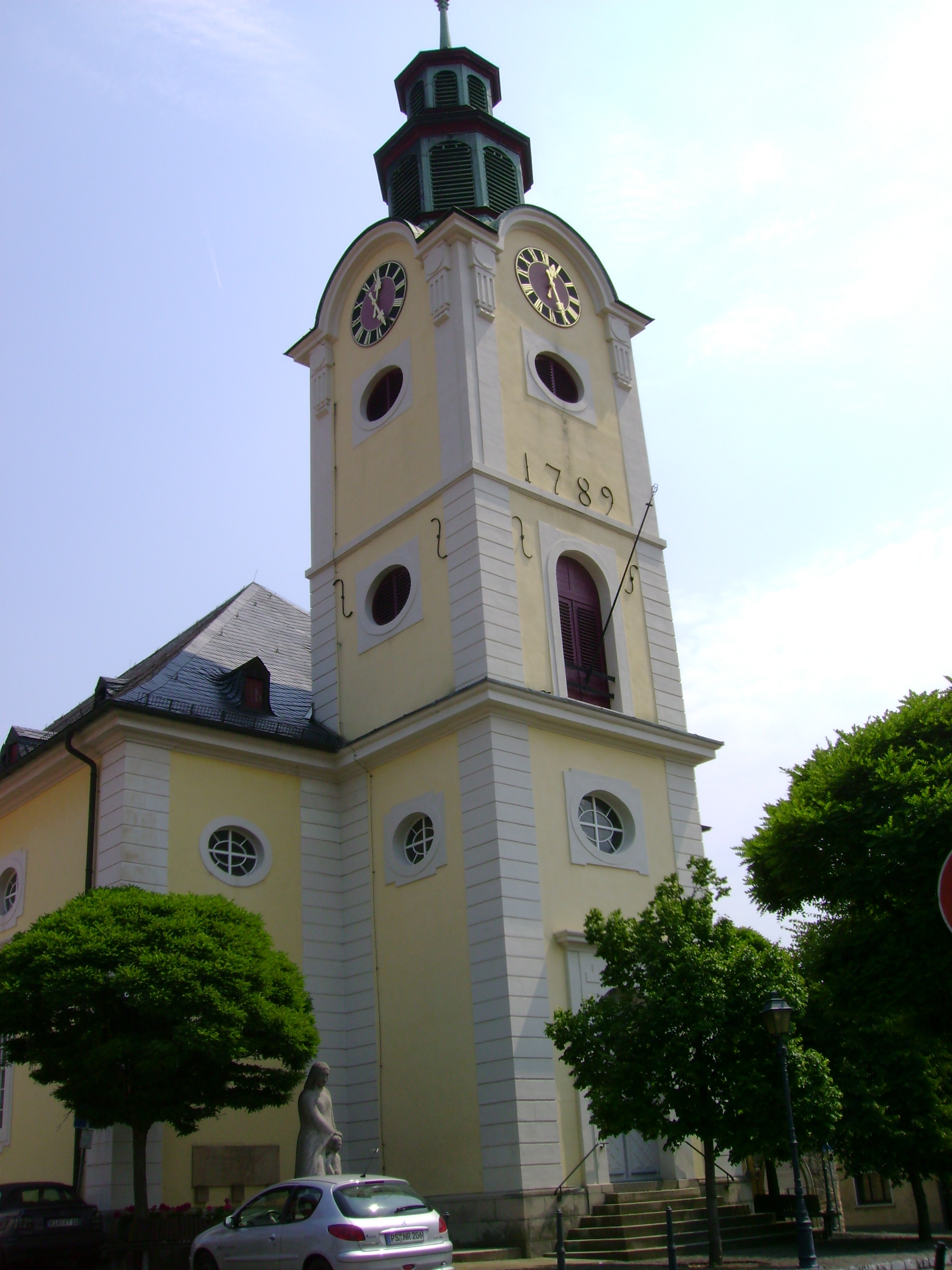